# Tabrimmon
Tabrimmon, även kallad Tabrimon, var en arameisk kung tidigt på 800-talet f.Kr. i riket Aram-Damaskus, men lite är känt om honom. Enligt hans omnämnande i Bibeln var han son till Hezion och far till Bar-Hadad I. Tab-Rimmon betyder "Rimmon är god".